# 2000 a légi közlekedésben
Ez a lista a 2000-es év légi közlekedéssel kapcsolatos eseményeit tartalmazza.

## Események

### Január
- január 31. – Anacapa-sziget közelében, Kalifornia, Csendes-óceán. Az Alaska Airlines 261-es járata, egy McDonnell Douglas MD–83 típusú utasszállító repülőgép, lajstromjele:N963AS, karbantartási hibák miatt lezuhan. (A gépen utazó 83 utas és 5 fős személyzet életét veszti.)[1]

### Február
- február 16. – Emery Worldwide Airlines 17-es teherszállító járata lezuhant felszállás után Sacramento közelében. A katasztrófát a rossz karbantartás okozta. (A balesetben mind a 3főnyi személyzet életét vesztette)[2]

### Július
- július 4. : A Thessaloniki repülőtér megközelítése közben a Malév Tu–154-es repülőgépének személyzete időzavarba került, elmaradt az ellenőrzőlista befejezése és a futóművek kinyitása. A repülőgép először behúzott futóművekkel landolt volna, csak az átstartolás után sikerült biztonságosan földet érni. Személyi sérülés nem történt.

- július 25. 16:43 – Gonesse közelében lezuhant az Air France Concorde típusú repülőgépe röviddel a felszállás után. (A tragédiában a 100 főnyi utas és a 9 főnyi személyzet életét veszítette)